# Präfektur Byumba
Die Präfektur Byumba war eine bis 2002 bestehende Verwaltungseinheit Ruandas, die im Nordosten des Landes an der Grenze zu Uganda im Norden und Tansania im Osten lag.

## Verwaltungsgliederung

### 1963 bis 1975
Die Präfektur Byumba unterteilte sich zwischen 1963 und 1975 in die folgenden Gemeinden (communes):
- Buyoga
- Bwisige
- Cyumba
- Cyungo
- Gatsibo
- Giti
- Gituza
- Kinyami
- Kivuye
- Kiyombe
- Muhura
- Mukarange
- Murambi
- Muvumba
- Rubona
- Rutare
- Tumba

### 1975 bis 1994
Die Präfektur Byumba unterteilte sich zwischen 1975 und 1994 in die drei Unterpräfekturen Gatsibo, Ngarama und Kinihira und diese in die folgenden Gemeinden (communes):
- Buyoga
- Bwisige
- Cyumba
- Cyungo
- Giti
- Gituza
- Kibali
- Kinyami
- Kivuye
- Kiyombe
- Muhura
- Mukarange
- Murambi
- Muvumba
- Ngarama
- Rutare
- Tumba

### 1994 bis 2001
Von 1994 bis März 2001 unterteilte sich die Präfektur weiterhin in drei Unterpräfekturen und diese in folgende Gemeinden:
- Buyoga
- Bwisige
- Cyumba
- Cyungo
- Giti
- Gituza
- Kibali
- Kinyami
- Kivuye
- Kiyombe
- Muhura
- Mukarange
- Ngarama
- Rutare
- Tumba